# Universidad Estatal de la Zona Oeste
La Universidad Estatal de la Zona Oeste (UEZO) es una universidad pública en el estado de Río de Janeiro, concebida en 2002 e inaugurada en 2005. La institución fue creada con el objetivo de atender la demanda de estudiantes de la Zona Oeste de Río de Janeiro, y de municipios como Itaguaí y Nova Iguaçu, además de ampliar el desarrollo tecnológico y económico de estas regiones. Su sede se encuentra en Campo Grande, uno de los barrios más poblados de la capital del estado.